# Amt Tating
Das Amt Tating war ein Amt im Kreis Eiderstedt in Schleswig-Holstein. Es umfasste die Gemeinden Tating und Tümlauer-Koog.
1889 wurde im Kreis Eiderstedt der Amtsbezirk Tating gebildet. Zu ihm gehörten die Gemeinde Tating und Teile des Gutsbezirks Eiderstedt, die nach Auflösung des Gutsbezirks in die Gemeinde Tating eingegliedert wurde. 1936 wurde aus der Gemeinde Tating die Gemeinde Hermann-Göring-Koog, die sich 1945 in Tümlauer Koog umbenannte, ausgegliedert.
1948 wurde der Amtsbezirk aufgelöst und die beiden Gemeinden bildeten das Amt Tating. Zum 1. Januar 1969 wurde das Amt aufgelöst und die Gemeinden bildeten zusammen mit den Gemeinden der Ämter Kirchspiel Garding/Osterhever und Tetenbüll das Amt Eiderstedt-West.